# Jost Gippert

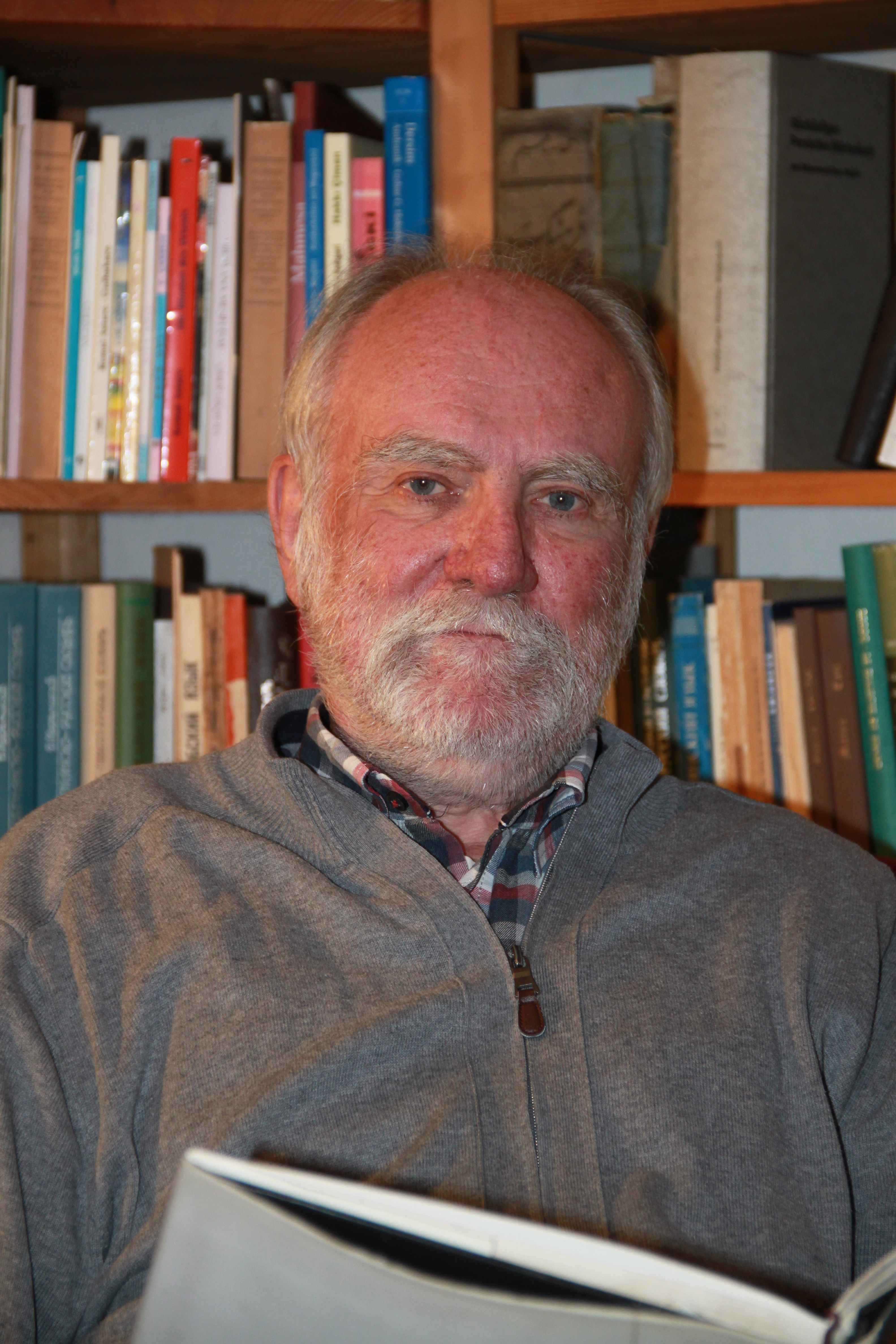
Jost Gippert.

 Jost Gippert  (tyskt uttal: [ˈjoːst ˈgɪpʰɐt]); född 12 mars 1956 i Winz-Niederwenigen, nu Hattingen, är en tysk lingvist, författare och specialist i kaukasiska språk, professor i jämförande språkvetenskap vid institutet för empirisk språkvetenskap på Johann Wolfgang Goethe-universitetet.

## Karriär

Bernard Outtier, Jost Gippert, Winfried Boeder

År 1972 tog han studentexamen vid Leibniz-Gymnasium i Essen-Altenessen. Mellan åren 1972 och 1977 studerade han jämförande språkvetenskap, indologi, japanologi och sinologi på universiteten i Marburg och Berlin (Freie Universität). Hans doktorsavhandling handlade om syntax av infinitivskonstruktioner i indoeuropeiska språk. Från 1977 till 1990 hade han olika anställningar som forskare och lektor i Berlin, Wien och Salzburg. Året 1991 doktorerade han vid Universität Bamberg med sin avhandling om iranska lånord i armeniska och georgiska språk. Sedan 1994 har han undervisat i jämförande språkvetenskap på Johann Wolfgang Goethe Universität i Frankfurt am Main. Han är medlem av den vetenskapliga akademien i Gelati (Georgien) sedan 1996. Vidare är han medlem av Turfankommissionen sedan 2002, samt av "Språk"-avdelningen på Berlin-Brandenburgs vetenskapliga akademi.
År 1997 blev Gippert hedersprofessor vid Sulkhan Saba Orbeliani-Universitet i Tbilisi (Georgien). Han blev dessutom utsedd till hedersdoktor vid Ivane Javakhishvili-universitet 2009 och vid Sjota Rustaveli-universitet i Batumi (Georgien) år 2013.
Sedan Gippert blev professor i jämförande språkvetenskap har största delen av hans forskning fokuserats på indoeuropeiska språk, deras historia och etymologi, samt allmän språkvetenskaplig typologi och speciellt forskning inom kaukasiska språk. Tack vare sin hängivelse för kaukasiska språk, har man kunnat genomföra flera internationella forskningsprojekt under hans tillsyn. Hans forskning riktar in sig på historisk-jämförande språkvetenskap, språktypologi, elektroniska korpusar, multimedial språkdokumentation och elektronisk handskriftsanalys.

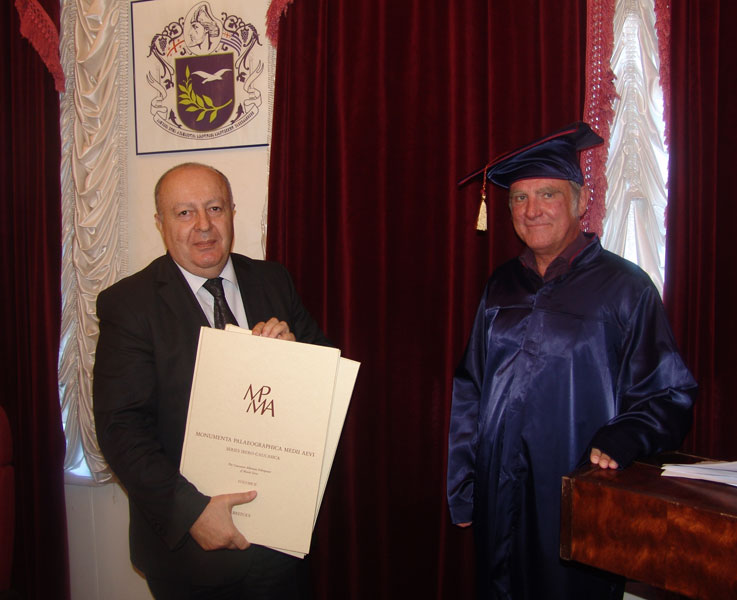
Jost Gippert, Batumi-Universitet, 2013

## Digital humaniora

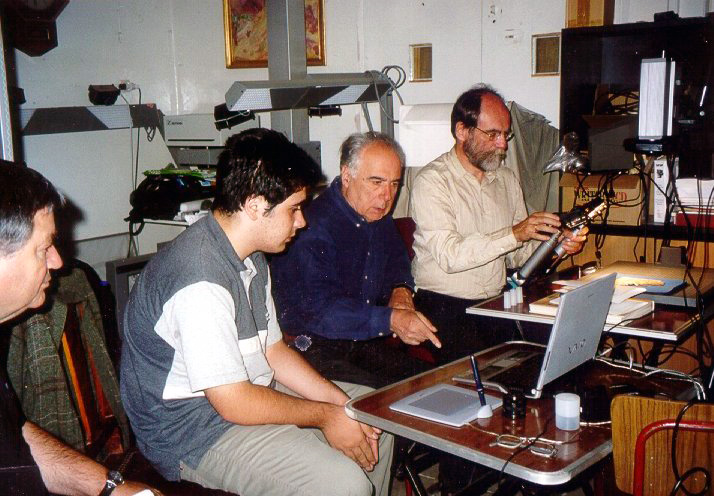
Palimpsestforskning på Sinaiberget

### TITUS, ARMAZI, GNC och LOEWE
Jost Gippert är grundare och direktör av TITUS-projektet (grundades 1987, Thesaurus av Indogermaniska Texter och Tal). Projektet strävar efter en fullständig samling av skriftligen nedtecknad material av gamla indoeuropeiska och angränsande språk. År 1999 initierade han ARMAZI-projektet (Kaukasiska språk och kulturer: elektronisk dokumentation) vars målsättning är att bli en omfattande samling av material på de kaukasiska språken. Projektet producerade en georgisk nationell korpus (GNC). Sedan 2010 är Gippert också chef för centrumet 'Digital Humaniora i Hessen: Integrerad behandling och analys av textbaserade korpusar', som är en del av LOEWE-projektet ("Landes-Offensive zur Entwicklung Wissenschaftlich-ökonomischer Exzellenz", Statlig offensiv för utveckling av vetenskaplig-ekonomisk excellens). Projektet är ett resultat av ett samarbete mellan Universität Frankfurt, Technische Universität Darmstadt och Freies Deutsches Hochstift (Johann Wolfgang Goethe-Universität Frankfurt am Main).

### Elektronisk manuskriptanalys
Under 1990-talet började Jost Gippert arbeta med orientaliska manuskript med syftet att digitalisera dessa (t.ex. de tokhariska manuskripten i Berlins Turfansamling). Han har dessutom redigerat diverse texter, inklusive de kaukasisk-albanska palimpsestmanuskripten funna på Sinaiberget. År 2009 var han gästforskare i forskargruppen "Manuskriptkulturer" vid Hamburgs universitet. Sommaren 2013 besökte han återigen Hamburgs universitet i egenskap av Petra Kappert-forskardocent för att bidra till verket "Encyclopedia of Manuscript Cultures of Asia and Africa" samt manualen "Comparative Oriental Manuscript Studies".

## Aktiviteter

### Projekt
- 1995-1998 (DFG): Avesta and Rigveda: Electronic Analysis
- 1995-1999 (INTAS): The Georgian Verbal System
- 1999-2002 (Volkswagenstiftung, EUR 117,900): Caucasian Languages and Cultures: Electronic Documentation
- Sedan 2000 (DFG): Graduate School “Types of Clauses: Variation and Interpretation”
- 2002-2006 (Volkswagenstiftung, EUR 167,800): Endangered Caucasian Languages in Georgia
- 2003-2007 (Volkswagenstiftung): Palimpsest Manuscripts of Caucasian Provenience
- 2005-2009 (INTAS): Georgian Gospels
- 2005-2007 (Volkswagenstiftung, EUR 189,000): The Linguistic Situation in modern-day Georgia[5]
- 2008-2014 (DFG, EUR 240,000): Old German Reference Corpus
- Sedan 2008 (BMBF): Bundesministerium für Bildung und Forschung
- 2009 (Volkswagenstiftung, EUR 400,000): Aché Documentation Project
- Sedan 2009 (DFG/NEH, EUR 96,000): RELISH (Rendering Endangered Languages Lexicons Interoperable Through Standards Harmonization)
- Sedan 2009 (Volkswagenstiftung): Georgian Palimpsest Manuscripts
- 2010 (Google Inc., US$49,600): Corpus Caucasicum
- Sedan 2011 (HMWK, EUR 3,792,000): LOEWE Research Unit “Digital Humanities – Integrated Processing and Analysis of Text-based Corpora”
- Sedan 2011 (Volkswagenstiftung, EUR 299,600): Khinalug Documentation Project
- Sedan 2011 (DFG): Relative Clauses in a Typological View
- Sedan 2012 (Volkswagenstiftung, EUR 390,400): Georgian National Corpus